# جون هامر (لاعب كرة قدم)
جون هامر (بالإنجليزية: John Hamer)‏ هو لاعب كرة قدم بريطاني، ولد في 1944 في برادفورد في المملكة المتحدة. لعب مع برادفورد سيتي.